# Порто-Маргера – Мантуя (продуктопровід)
Порто-Маргера – Мантуя (продуктопровід) – трубопровідна система на півночі Італії, призначена для транспортування кількох хімічних річовин.
Розташований у Мантуї великий завод стиролу потужністю 600 тисяч тонн на рік потребує для своєї роботи етилену, який постачається з установки парового крекінгу в Порто-Маргера через одну з гілок етиленопроводу Порто-Маргера – Мантуя/Равенна, та втричі більшого об’єму бензолу. Останній подається через ще один продуктопровід довжиною 127 км та діаметром 200 мм із того ж Порто-Маргера, де знаходиться не лише піролізне виробництво, але й морський термінал. Крім того, цей продуктопровід може здійснювати транспортування вже готового етилбензену (продукт реакції етилену та бензолу, котрий в подальшому перетворюється на стирол).
Так само в Мантуї розташована велика – 300 тисяч тонн на рік – установка фенолу та ацетону, що використовує кумольний метод. При цьому кумол (кумен) подається по тому ж трубопроводу, що й бензен та етилбензен, із Порто-Маргери, куди він надходить з нафтопереробного заводу в Пріоло на Сицилії.